# Magnolia bankardiorum
Espèce
Statut de conservation UICN

 VU B1ab(iii) : Vulnérable
Magnolia bankardiorum est une espèce de plantes à fleurs de la famille des Magnoliaceae. C'est un arbre vivant en Amérique du Sud.

## Description
C'est un arbre.

## Répartition et habitat
Cette espèce est présente au Pérou et en Équateur.